# Carlo Masci
Carlo Masci (Pescara, 27 novembre 1958) è un politico italiano, sindaco di Pescara dal 10 giugno 2019.

## Biografia
Dopo essersi diplomato al liceo scientifico "Leonardo Da Vinci" della sua città, si è laureato in giurisprudenza all'Università di Parma e ha poi iniziato la professione di avvocato.
Entrato in politica nel 1994 alla guida di una lista civica che lo portò in consiglio comunale a Pescara, rivestì la carica di assessore durante i due mandati del sindaco Carlo Pace. Iscrittosi a Forza Italia, si candidò la prima volta alle elezioni comunali del 2003 alla carica di sindaco di Pescara per la coalizione di centro-destra, perdendo al ballottaggio contro il candidato Luciano D'Alfonso del centro-sinistra. Nel 2004 si candidò alla carica di presidente della provincia di Pescara, perdendo contro il presidente uscente Giuseppe De Dominicis del centro-sinistra. Sedette comunque in consiglio provinciale per due anni, dal 2004 al 2005, al termine dei quali fu candidato al Senato per le elezioni politiche del 2006, non venendo eletto. Tre anni più tardi, fu nuovamente candidato alle elezioni comunali per la carica di sindaco di Pescara con l'Unione di Centro, perdendo al primo turno contro il sindaco uscente Luciano D'Alfonso.
Alle regionali del 2008 venne eletto al Consiglio regionale dell'Abruzzo con una lista civica di centro-destra, venendo nominato assessore al bilancio, alle riforme istituzionali, allo sport e per gli enti locali. Riavvicinatosi a Forza Italia, nel 2014 entrò in consiglio comunale all'opposizione, eletto con la sua lista civica. Nel 2019 si è candidato per la terza volta alle elezioni comunali alla carica di sindaco di Pescara, sostenuto da una coalizione di centro-destra composta da Forza Italia, Lega, Fratelli d'Italia, Unione di Centro e altre due liste civiche. Vince al primo turno con il 51,33% delle preferenze, trainato dal consenso della Lega e prevalendo sulla candidata per il centro-sinistra Marinella Sclocco.
A seguito delle elezioni comunali del 2024, Carlo Masci è riconfermato sindaco con il 50,95% dei voti, superando la soglia necessaria per l'elezione al primo turno con un margine di soli 584 voti sul candidato per il centro-sinistra Carlo Costantini. Il Tribunale amministrativo regionale ha successivamente annullato l'esito elettorale per gravi irregolarità riscontrate in 27 sezioni, riconoscendo vizi tali da compromettere la certezza e la genuinità del voto, e trasmettendo gli atti alla Procura della Repubblica per la possibile sussistenza di ipotesi di reato.

## Procedimenti giudiziari
A seguito di una vasto incendio che ha colpito la Pineta Dannunziana durante l'estate del 2021, la Procura di Pescara ha iscritto Masci nel registro degli indagati a causa di omissioni, imperizia e negligenza riscontrate nella gestione dell'emergenza e nella manutenzione ordinaria della riserva.
L'Autorità nazionale anticorruzione ha aperto, nel luglio del 2022, un fascicolo su un presunto illecito commesso da Masci nella gestione di fondi comunitari destinati alla mobilità sostenibile. Durante le indagini è stato rivelato che su un totale di 289 gare pubbliche esaminate, riferite agli anni 2022 e 2023, ben 261 erano state assegnate tramite affidamenti diretti alle medesime poche aziende. Ciò ha posto in luce molteplici violazioni del principio di legge di rotazione degli incarichi e del più generale principio del favor partecipationis, ossia quello di favorire una partecipazione equa e aperta nelle procedure di appalto. Sulla scia di tali accuse, il Tribunale amministrativo regionale ha sospeso una serie di appalti promossi dall'amministrazione di Carlo Masci per la messa in opera della filovia di Pescara, riscontrando violazioni in materia di sicurezza stradale e gestione dei lavori pubblici. La stessa autorità giudiziaria ha respinto la pianificazione del verde cittadino adottata da Masci, ritenendo illegittimi il declassamento di parchi a spazi edificabili, la riduzione del patrimonio arboreo urbano per l'esecuzione di opere pubbliche e una gestione non adeguata di fondi provenienti dal Piano Nazionale di Ripresa e Resilienza.
Nel marzo 2025, Masci risulta indagato dalla Procura di Campobasso per omissione di atti d'ufficio, nell'ambito di un'inchiesta su un incidente avvenuto in un parco cittadino, che vede coinvolti anche altri dirigenti e tecnici comunali.

## Controversie

### Diritti civili
L'amministrazione di Carlo Masci ha più volte negato misure di sensibilizzazione verso la comunità LGBT, generando forti e numerose critiche in seguito alla bocciatura di una mozione avanzata nel giugno 2020 per condannare episodi di omofobia, transfobia e discriminazione di genere. Masci ha inoltre negato il patrocinio agli eventi del pride dello stesso anno, originariamente patrocinati dall'uscente amministrazione di centro-sinistra.
Nel novembre 2019, Masci ha negato il riconoscimento di cittadinanza onoraria alla senatrice e superstite dell'Olocausto Liliana Segre, bocciando una mozione avanzata per contrastare fenomeni di razzismo, antisemitismo e istigazione all'odio. Masci si è giustificato sostenendo che a Segre mancherebbe il legame con la città aternina, suscitando le critiche unanimi del mondo politico e istituzionale, che ha ribadito come la cittadinanza onoraria non sia vincolata da legami territoriali, facendo inoltre presente che Segre è professoressa onoraria all'Università degli Studi "Gabriele d'Annunzio" di Chieti e Pescara. Le posizioni di Masci sono state condannate dai suoi stessi alleati di partito, tra cui Giorgia Meloni e Matteo Salvini. A seguito delle polemiche, Masci ha ritrattato le proprie posizioni, conferendo la cittadinanza onoraria a Segre, all'Unione delle comunità ebraiche italiane, ai sopravvissuti dei campi di concentramento e alla Brigata Ebraica.

### Inchiesta Tana delle Tigri
La carica di Masci è stata oggetto di discussione nell'ambito di un'inchiesta, denominata "Tana delle Tigri", che nel giugno 2023 ha condotto all'arresto di Fabrizio Trisi, dirigente del settore lavori pubblici assunto da Masci attraverso l'assegnazione di un incarico fiduciario. Insieme ad altri funzionari dell'ente, Trisi è chiamato a rispondere dei reati di corruzione, peculato, turbativa d'asta, detenzione e cessione di sostanze stupefacenti. Masci, che aveva espresso pubblicamente il suo "personale apprezzamento come uomo e come professionista" nei confronti di Trisi solamente due giorni prima dell'arresto, è stato contestato per il rapporto di fiducia riposto nel dirigente e per non aver adempiuto alle responsabilità di supervisione, indirizzo e controllo che spetterebbero al sindaco secondo quanto stabilito dal Testo unico degli enti locali. L'inchiesta ha generato richieste di dimissioni nei confronti di Masci, in ragione delle omissioni riscontrate nella gestione dell'ente e nel monitoraggio delle attività amministrative.

### Inchiesta Casta d'Abruzzo
Nel gennaio 2025, il Fatto Quotidiano, con l'inchiesta "Casta d'Abruzzo", ha rivelato conflitti di interesse nell'assegnazione di fondi pubblici in un contesto di legami politici e familiari che coinvolgono Carlo Masci, suo figlio Fabio, e il presidente del Consiglio regionale dell'Abruzzo, Lorenzo Sospiri. L'inchiesta ha evidenziato che un assegno di ricerca da 24.000 euro, finanziato dalla Regione Abruzzo all'Università d'Annunzio, è stato assegnato per quattro anni consecutivi al figlio di Carlo Masci, Fabio, tramite una convenzione firmata da Sospiri, anch'egli esponente di Forza Italia. Sospiri è stato il proponente di tutti i rinnovi della convenzione, e il nome di Fabio Masci compare esplicitamente in tre delle delibere approvate. Nonostante astensioni e voti contrari, i rinnovi sono stati comunque approvati grazie ad una norma che prevede, in caso di parità, il voto prevalente del presidente. Secondo il Fatto Quotidiano, ciò ha garantito un canale privilegiato che ha permesso la continuità nell'assegnazione dei fondi, interamente rimessa alle decisioni di Sospiri.